# كارينا لورينزو
كارينا لورينزو مواليد 4 يونيو 1994، هي لاعبة كرة يد دومينيكية. مثلت منتخب جمهورية الدومينيكان لكرة اليد للسيدات.

## سجل المنافسة
شاركت في البطولات التالية:
- بطولة العالم لكرة اليد للسيدات 2013